# Nduguti
Nduguti è una circoscrizione rurale (rural ward) della Tanzania situata nel distretto di Mkalama, regione di Singida. Conta una popolazione di 8 638 abitanti (censimento 2012).